# Brachymeria jinghongensis
Brachymeria jinghongensis är en stekelart som beskrevs av Yin-Xia Liao och Chen 1983. Brachymeria jinghongensis ingår i släktet Brachymeria och familjen bredlårsteklar. Inga underarter finns listade.